# 5822 Masakichi
5822 Masakichi (1989 WL) là một tiểu hành tinh vành đai chính được phát hiện ngày 21 tháng 11 năm 1989 bởi T. Hioki và S. Hayakawa ở Okutama.